# 林周风毛菊
林周风毛菊（学名：Saussurea lunzhubensis）是菊科风毛菊属的植物，是中国的特有植物。分布在中国大陆的西藏等地，生长于海拔4,050米至4,600米的地区，一般生于山坡沙质草地，目前尚未由人工引种栽培。